# Enneapogon
Enneapogon, biljni rod iz porodice trava rasprostranjen po Africi, Aziji, obje Amerike i Australiji..
Sastoji se od 28 priznatih vrsta jednogodišnjeg raslinja i trajnica

## Vrste
1. Enneapogon asperatus C.E.Hubb.
2. Enneapogon avenaceus (Lindl.) C.E.Hubb.
3. Enneapogon caerulescens (Gaudich.) N.T.Burb.
4. Enneapogon cenchroides (Licht. ex Roem. & Schult.) C.E.Hubb.
5. Enneapogon cylindricus N.T.Burb.
6. Enneapogon decipiens Kakudidi
7. Enneapogon desvauxii P.Beauv.
8. Enneapogon eremophilus Kakudidi
9. Enneapogon foxii (Post) Valdés & H.Scholz
10. Enneapogon gracilis (R.Br.) P.Beauv.
11. Enneapogon intermedius N.T.Burb.
12. Enneapogon limpopoensis Mashau
13. Enneapogon lindleyanus (Domin) C.E.Hubb.
14. Enneapogon lophotrichus Chiov. ex H.Scholz & P.König
15. Enneapogon nigricans (R.Br.) P.Beauv.
16. Enneapogon oblongus N.T.Burb.
17. Enneapogon pallidus (R.Br.) P.Beauv.
18. Enneapogon persicus Boiss.
19. Enneapogon polyphyllus (Domin) N.T.Burb.
20. Enneapogon pretoriensis Stent
21. Enneapogon purpurascens (R.Br.) P.Beauv.
22. Enneapogon robustissimus (Domin) N.T.Burb.
23. Enneapogon scaber Lehm.
24. Enneapogon schimperianus (Hochst. ex A.Rich.) Renvoize
25. Enneapogon scoparius Stapf
26. Enneapogon spathaceus Gooss.
27. Enneapogon truncatus Kakudidi
28. Enneapogon virens (Lindl.) Kakudidi

## Vanjske poveznice
|  | Zajednički poslužitelj ima još gradiva o temi Enneapogon |
|  | Wikivrste imaju podatke o taksonu Enneapogon             |